# Campionato sudamericano maschile under 20 di calcio 1979
Il Campionato sudamericano di calcio Under-20 1979, 9ª edizione della competizione organizzata dalla CONMEBOL e riservata a giocatori Under-20, è stato giocato in Uruguay. Le tre migliori classificate si sono qualificate per il Campionato mondiale di calcio Under-20 1979.

## Partecipanti
Partecipano al torneo le rappresentative di 9 delle 10 associazioni nazionali affiliate alla Confederación sudamericana de Fútbol (non è presente il Venezuela under 20):
| - Argentina under 20 - Bolivia under 20 - Brasile under 20 - Cile under 20 - Colombia under 20 |  | - Ecuador under 20 - Paraguay under 20 - Perù under 20 - Uruguay under 20 - Venezuela under 20 |

## Città
La Federazione calcistica uruguaiana scelse come luoghi deputati a ospitare la manifestazione le città di Montevideo e Paysandú.

## Formato

### Fase a gironi
Le 9 squadre partecipanti alla prima fase sono divise in due gruppi da cinque ciascuno e si affrontano in un girone all'italiana con gare di sola andata. Passano al secondo turno le prime due classificate in ogni gruppo.
In caso di arrivo a pari punti in classifica, la posizione si determina seguendo in ordine:
- Differenza reti;
- Numero di gol realizzati;
- Risultato dello scontro diretto;
- Sorteggio.

## Fase a gironi
Legenda
|  | Qualificata alla fase successiva |

### Gruppo A
| Squadra            | P.ti | G | V | P | S | GF | GS | DR  |
| ------------------ | ---- | - | - | - | - | -- | -- | --- |
| Uruguay under 20   | 6    | 3 | 3 | 0 | 0 | 9  | 0  | +9  |
| Argentina under 20 | 4    | 3 | 2 | 0 | 1 | 9  | 1  | +8  |
| Perù under 20      | 2    | 3 | 1 | 0 | 2 | 2  | 7  | -5  |
| Ecuador under 20   | 0    | 3 | 0 | 0 | 3 | 0  | 12 | -12 |

| 12 gennaio 1979 | Uruguay | 5 – 0 | Ecuador |  |

| 13 gennaio 1979 | Argentina | 4 – 0 | Perù |  |

| 18 gennaio 1979 | Argentina | 5 – 0 | Ecuador |  |

| 18 gennaio 1979 | Uruguay | 3 – 0 | Perù |  |

| 22 gennaio 1979 | Perù | 2 – 0 | Ecuador |  |

| 27 gennaio 1979 | Uruguay | 1 – 0 | Argentina |  |

### Gruppo B
| Squadra           | P.ti | G | V | P | S | GF | GS | DR  |
| ----------------- | ---- | - | - | - | - | -- | -- | --- |
| Paraguay under 20 | 7    | 4 | 3 | 1 | 0 | 13 | 1  | +12 |
| Brasile under 20  | 5    | 4 | 2 | 1 | 1 | 4  | 3  | +1  |
| Cile under 20     | 4    | 4 | 2 | 0 | 2 | 8  | 8  | 0   |
| Colombia under 20 | 4    | 4 | 2 | 0 | 2 | 7  | 10 | -3  |
| Bolivia under 20  | 0    | 4 | 0 | 0 | 4 | 2  | 12 | -10 |

| 12 gennaio 1979 | Paraguay | 6 – 0 | Cile |  |

| 12 gennaio 1979 | Colombia | 2 – 1 | Brasile |  |

| 14 gennaio 1979 | Colombia | 5 – 1 | Bolivia |  |

| 14 gennaio 1979 | Brasile | 1 – 0 | Cile |  |

| 17 gennaio 1979 | Paraguay | 5 – 0 | Colombia |  |

| 17 gennaio 1979 | Brasile | 1 – 0 | Bolivia |  |

| 19 gennaio 1979 | Cile | 3 – 0 | Colombia |  |

| 19 gennaio 1979 | Paraguay | 1 – 0 | Bolivia |  |

| 22 gennaio 1979 | Cile | 5 – 1 | Bolivia |  |

| 22 gennaio 1979 | Brasile | 1 – 0 | Paraguay |  |

## Fase finale
| Squadra            | P.ti | G | V | P | S | GF | GS | DR |
| ------------------ | ---- | - | - | - | - | -- | -- | -- |
| Uruguay under 20   | 5    | 3 | 2 | 1 | 0 | 3  | 1  | +2 |
| Argentina under 20 | 4    | 3 | 1 | 2 | 0 | 1  | 0  | +1 |
| Paraguay under 20  | 3    | 3 | 1 | 1 | 1 | 3  | 3  | 0  |
| Brasile under 20   | 1    | 3 | 0 | 0 | 3 | 1  | 4  | -3 |

| 25 gennaio 1979 | Argentina | 0 – 0 | Paraguay |  |

| 25 gennaio 1979 | Uruguay | 1 – 0 | Brasile |  |

| 28 gennaio 1979 | Paraguay | 2 – 1 | Brasile |  |

| 28 gennaio 1979 | Uruguay | 0 – 0 | Argentina |  |

| 31 gennaio 1979 | Argentina | 1 – 0 | Brasile |  |

| 31 gennaio 1979 | Uruguay | 2 – 1 | Paraguay |  |

## Classifica marcatori
| Gol |  |  | Giocatore       | Squadra          |
| --- |  |  | --------------- | ---------------- |
| 4   |  |  | Arsenio Luzardo | Uruguay under 20 |